# 12973 Melanthios
12973 Melanthios este o planetă minoră (asteroid) din Asteroid troian al lui Jupiter. A fost descoperită pe 19 septembrie 1973 la Observatorul Palomar de Cornelis Johannes van Houten și a fost numită după Melanthius⁠(d). 
Obiectul prezintă o orbită caracterizată de o semiaxă mare de 5,1223778 UAi, o excentricitate de 0,057, o înclinație de 5,74292 ° în raport cu ecliptica.